# アウィルアウェイ
アウィルアウェイ（欧字名:A Will a Way、2016年2月4日 - ）は、日本の競走馬。2020年のシルクロードステークスの勝ち馬である。
馬名の意味は、意思＋道。半兄は2019年の安田記念とマイルチャンピオンシップを優勝したインディチャンプ。

## 戦績

### 2歳（2018年）
初出走は6月9日の阪神競馬場での新馬戦（芝1200m）に鞍上ミルコ・デムーロを迎え単勝1.5倍の圧倒的1番人気に応え1着。デビュー勝ちを収めた。続く8月4日、新潟競馬場にてオープン競走のダリア賞（芝1400m）に出走、ここでも単勝1.5倍の1番人気に推されて勝利しデビュー2連勝とした。11月3日には京王杯2歳ステークスに出走し1番人気に推されるが同じくデビューから2連勝していた2番人気ファンタジストとの叩き合いに屈して2着、初の黒星となり2歳シーズンを終える。

### 3歳（2019年）
3歳初戦は桜花賞のトライアル競走であるフィリーズレビューに出走、1番人気だったが7着に敗れる。続いて牝馬クラシック初戦の桜花賞に出走するが10着と初の二桁着順となってしまう。続いて出走した葵ステークスでは2番人気に推されるが鋭く伸びたディアンドルの3着に屈した。6月30日にはCBC賞に出走し初の古馬との対決に挑むが8着に敗れる。その後休養を挟み10月14日、リステッド競走のオパールステークスに出走、直線で中団から脚を伸ばし猛追してきたエイシンデネブをクビ差で凌いで1着、3勝目を挙げる。続く京阪杯は4着となり3歳シーズンを終える。

### 4歳（2020年）
2月2日のシルクロードステークスで始動。中団からやや後ろでレースを進め直線で脚を伸ばし内で逃げ粘っているモズスーパーフレアを外から豪快に差し切ってさらに追ってきたエイティーンガールとナランフレグを振り切り優勝、6度目の重賞挑戦で念願の重賞初制覇となった。続く高松宮記念は11着と大敗し、CBC賞も7着となった。北九州記念では10番人気で3着と好走、10月4日のスプリンターズステークスでは前走と同じく10番人気と伏兵扱いでグランアレグリアの豪脚には屈したものの3着となった。11月22日にはマイルチャンピオンシップに出走、前年の勝ち馬であり半兄のインディチャンプと共に出走するがグランアレグリアの12着に大敗する。この時インディチャンプは2着であり兄には先着出来なかった。

### 5歳（2021年）
3月6日のオーシャンステークスで始動するも12着、高松宮記念も16着と二桁着順が続いた。7月4日には3年連続の参戦となったCBC賞に出走、直線で上がり最速で中団から脚を伸ばしたが当時の芝1200mのJRAレコードを0.4秒も更新するタイムで逃げ切ったファストフォース、この年に3歳馬ながらスプリンターズステークスを優勝したピクシーナイトを捉えきれずに3着となった。その後北九州記念、スプリンターズステークス、京阪杯に出走するが全て二桁着順に敗れた。12月2日に競走馬登録を抹消、引退後は繁殖牝馬となった。

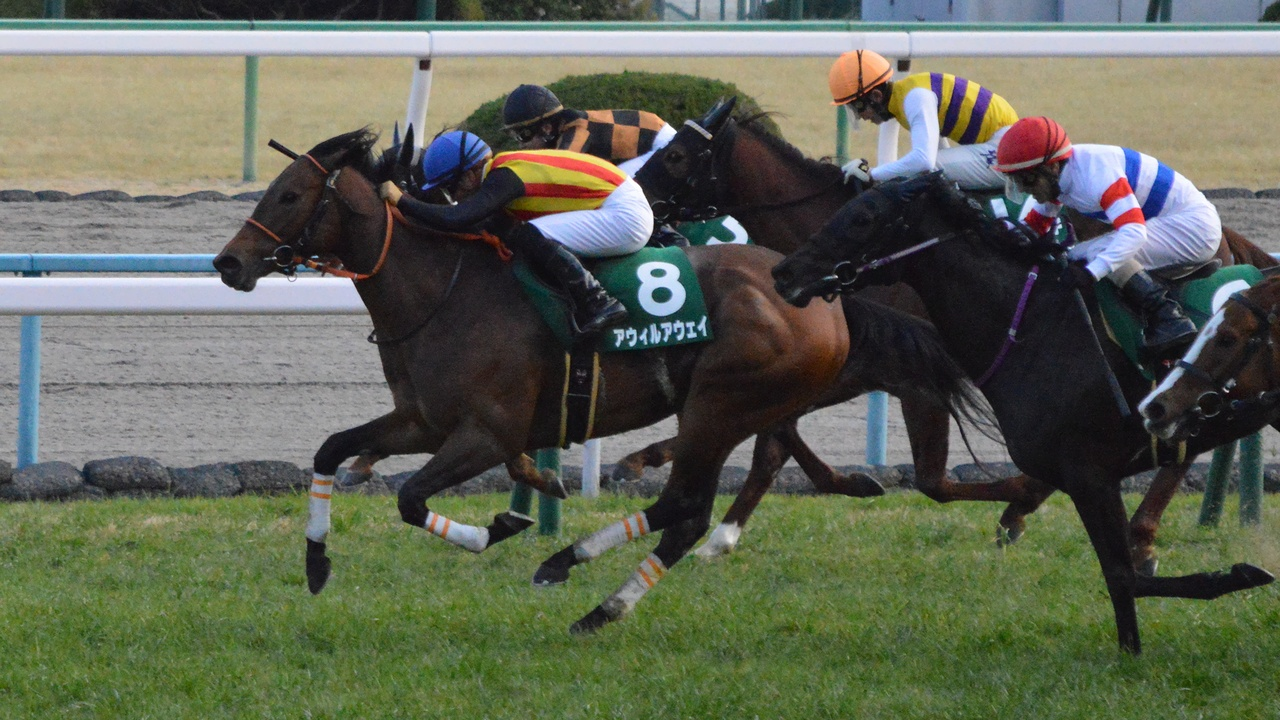
2020年シルクロードS
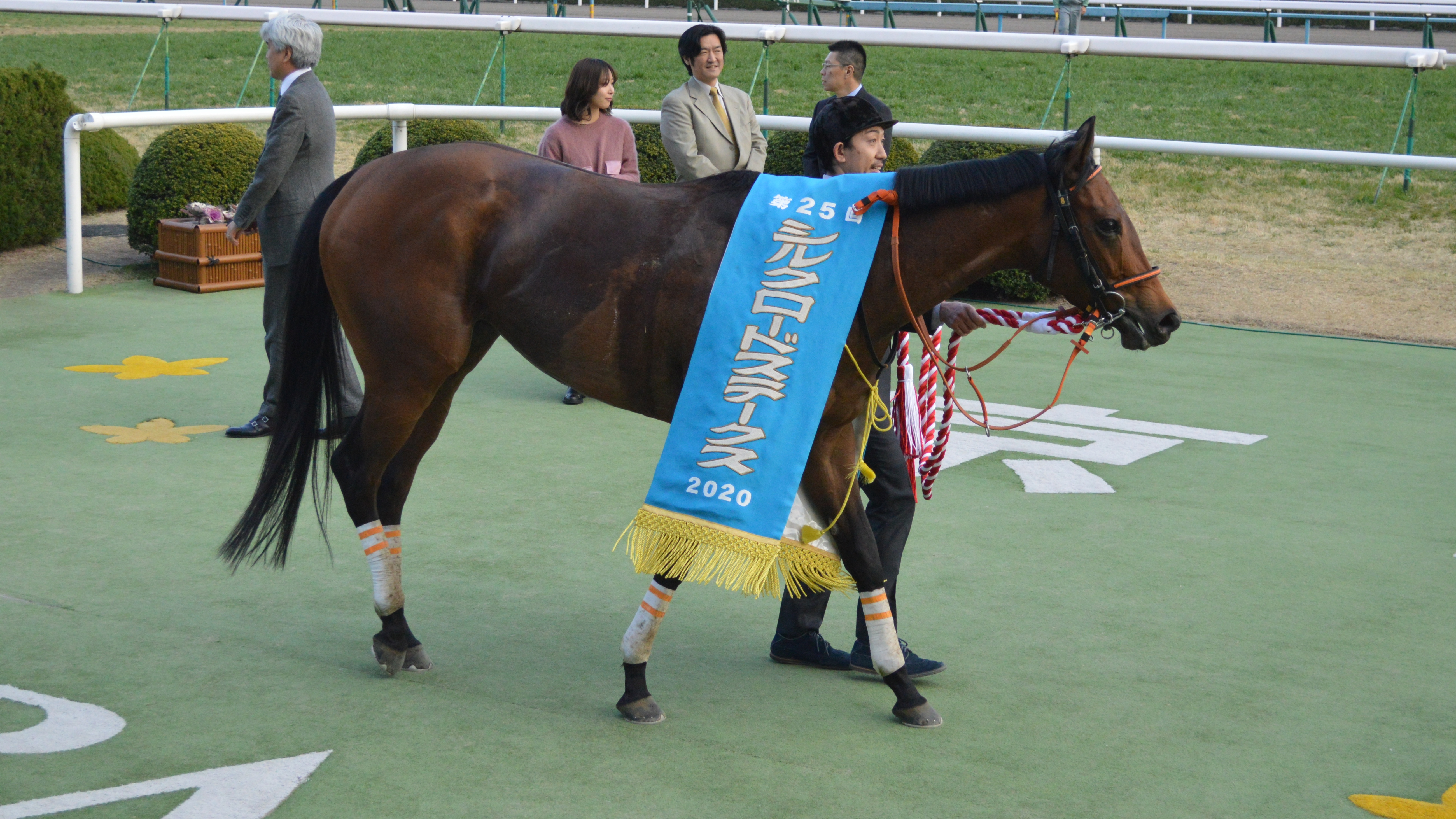

## 競走成績
以下の内容は、JBISサーチおよびnetkeiba.comの情報に基づく。
| 競走日     | 競馬場 | 競走名             | 格   | 距離（馬場）  | 頭 数 | 枠 番 | 馬 番 | オッズ （人気） | 着順 | タイム （上り3F） | 着差 | 騎手        | 斤量 [kg] | 1着馬（2着馬）         | 馬体重 [kg] |
| ---------- | ------ | ------------------ | ---- | ------------- | ----- | ----- | ----- | --------------- | ---- | ----------------- | ---- | ----------- | --------- | ---------------------- | ----------- |
| 2018.06.09 | 阪神   | 2歳新馬            |      | 芝1200m（良） | 12    | 3     | 3     | 001.50（1人）   | 01着 | R1:10.3（34.0）   | -0.3 | 0M.デムーロ | 54        | （ヒラソール）         | 450         |
| 0000.08.04 | 新潟   | ダリア賞           | OP   | 芝1400m（良） | 7     | 1     | 1     | 001.50（1人）   | 01着 | R1:21.6（33.4）   | -0.3 | 0M.デムーロ | 54        | （ローゼンクリーガー） | 454         |
| 0000.11.03 | 東京   | 京王杯2歳S         | GII  | 芝1400m（良） | 8     | 5     | 5     | 001.70（1人）   | 02着 | R1:24.7（32.8）   | -0.0 | 0M.デムーロ | 54        | ファンタジスト         | 464         |
| 2019.03.10 | 阪神   | フィリーズレビュー | GII  | 芝1400m（稍） | 18    | 3     | 5     | 003.00（1人）   | 07着 | R1:22.3（35.5）   | -0.3 | 0石橋脩     | 54        | ノーワン               | 462         |
| 0000.04.07 | 阪神   | 桜花賞             | GI   | 芝1600m（良） | 18    | 4     | 7     | 054.6（11人）   | 10着 | R1:34.0（33.8）   | -1.3 | 0石橋脩     | 55        | グランアレグリア       | 458         |
| 0000.05.25 | 京都   | 葵S                | 重賞 | 芝1200m（良） | 16    | 4     | 7     | 004.90（2人）   | 03着 | R1:08.2（33.7）   | -0.2 | 0川田将雅   | 55        | ディアンドル           | 456         |
| 0000.06.30 | 中京   | CBC賞              | GIII | 芝1200m（不） | 13    | 8     | 13    | 005.70（3人）   | 08着 | R1:10.7（34.9）   | -0.9 | 0浜中俊     | 51        | レッドアンシェル       | 460         |
| 0000.10.14 | 京都   | オパールS          | L    | 芝1200m（稍） | 18    | 1     | 1     | 010.70（4人）   | 01着 | R1:09.2（34.6）   | -0.0 | 0北村友一   | 52        | （エイシンデネブ）     | 470         |
| 0000.11.24 | 京都   | 京阪杯             | GIII | 芝1200m（良） | 18    | 6     | 11    | 011.70（6人）   | 04着 | R1:09.3（33.9）   | -0.5 | 0北村友一   | 53        | ライトオンキュー       | 474         |
| 2020.02.02 | 京都   | シルクロードS      | GIII | 芝1200m（良） | 18    | 4     | 8     | 007.20（3人）   | 01着 | R1:09.0（33.7）   | -0.0 | 0川田将雅   | 55        | （エイティーンガール） | 478         |
| 0000.03.29 | 中京   | 高松宮記念         | GI   | 芝1200m（重） | 18    | 1     | 2     | 038.1（11人）   | 11着 | R1:09.7（34.2）   | -1.0 | 0松山弘平   | 55        | モズスーパーフレア     | 480         |
| 0000.07.05 | 阪神   | CBC賞              | GIII | 芝1200m（稍） | 16    | 6     | 11    | 010.70（6人）   | 07着 | R1:09.6（34.5）   | -0.9 | 0川田将雅   | 55.5      | ラブカンプー           | 468         |
| 0000.08.23 | 小倉   | 北九州記念         | GIII | 芝1200m（稍） | 18    | 6     | 11    | 015.5（10人）   | 03着 | R1:08.1（34.2）   | -0.3 | 0川田将雅   | 55.5      | レッドアンシェル       | 482         |
| 0000.10.04 | 中山   | スプリンターズS    | GI   | 芝1200m（良） | 16    | 8     | 16    | 060.9（10人）   | 03着 | R1:08.7（33.7）   | -0.4 | 0松山弘平   | 55        | グランアレグリア       | 478         |
| 0000.11.22 | 阪神   | マイルCS           | GI   | 芝1600m（良） | 17    | 6     | 12    | 289.0（14人）   | 12着 | R1:33.2（33.9）   | -1.2 | 0藤岡康太   | 55        | グランアレグリア       | 488         |
| 2021.03.06 | 中山   | オーシャンS        | GIII | 芝1200m（稍） | 16    | 7     | 13    | 013.80（4人）   | 12着 | R1:09.0（33.8）   | -0.6 | 0三浦皇成   | 54        | コントラチェック       | 476         |
| 0000.03.28 | 中京   | 高松宮記念         | GI   | 芝1200m（重） | 18    | 1     | 1     | 114.1（15人）   | 16着 | R1:10.4（35.0）   | -1.2 | 0吉田隼人   | 55        | ダノンスマッシュ       | 480         |
| 0000.07.04 | 小倉   | CBC賞              | GIII | 芝1200m（良） | 13    | 7     | 10    | 014.90（6人）   | 03着 | R1:06.2（33.2）   | -0.2 | 0松山弘平   | 55.5      | ファストフォース       | 490         |
| 0000.08.22 | 小倉   | 北九州記念         | GIII | 芝1200m（稍） | 18    | 6     | 11    | 007.20（3人）   | 14着 | R1:09.0（34.6）   | -0.8 | 0松山弘平   | 55.5      | ヨカヨカ               | 502         |
| 0000.10.03 | 中山   | スプリンターズS    | GI   | 芝1200m（良） | 16    | 7     | 13    | 062.0（12人）   | 14着 | R1:08.4（33.6）   | -1.3 | 0戸崎圭太   | 55        | ピクシーナイト         | 494         |
| 0000.11.28 | 阪神   | 京阪杯             | GIII | 芝1200m（良） | 16    | 1     | 1     | 057.0（13人）   | 15着 | R1:09.9（35.1）   | -1.1 | 0荻野極     | 55        | エイティーンガール     | 492         |

## 繁殖成績
|       | 馬名                   | 生年   | 性 | 毛色   | 父               | 馬主 | 厩舎 | 戦績           |
| ----- | ---------------------- | ------ | -- | ------ | ---------------- | ---- | ---- | -------------- |
| 初仔  | マイオウンウェイ       | 2023年 | 牡 | 黒鹿毛 | キズナ           |      |      | （デビュー前） |
| 2番仔 | アウィルアウェイの2024 | 2024年 | 牡 | 鹿毛   | シルバーステート |      |      |                |

- 2025年4月11日現在

## 血統表
| アウィルアウェイの血統      | アウィルアウェイの血統              | アウィルアウェイの血統          | （血統表の出典）                | （血統表の出典）  |
| 父系                        | サンデーサイレンス系/ヘイロー系     | サンデーサイレンス系/ヘイロー系 | サンデーサイレンス系/ヘイロー系 | [ § 2 ]           |
| 父 ジャスタウェイ 2009 鹿毛 | 父の父ハーツクライ 2001 鹿毛        | *サンデーサイレンス             | Halo                            | Halo              |
| 父 ジャスタウェイ 2009 鹿毛 | 父の父ハーツクライ 2001 鹿毛        | *サンデーサイレンス             | Wishing Well                    |                   |
| 父 ジャスタウェイ 2009 鹿毛 | 父の父ハーツクライ 2001 鹿毛        | アイリッシュダンス              | *トニービン                     | *トニービン       |
| 父 ジャスタウェイ 2009 鹿毛 | 父の父ハーツクライ 2001 鹿毛        | アイリッシュダンス              | *ビューパーダンス               |                   |
| 父 ジャスタウェイ 2009 鹿毛 | 父の母シビル 1999 栗毛              | Wild Again                      | Icecapade                       | Icecapade         |
| 父 ジャスタウェイ 2009 鹿毛 | 父の母シビル 1999 栗毛              | Wild Again                      | Bushel-n-Pack                   |                   |
| 父 ジャスタウェイ 2009 鹿毛 | 父の母シビル 1999 栗毛              | *シャロン                       | Mo Exception                    | Mo Exception      |
| 父 ジャスタウェイ 2009 鹿毛 | 父の母シビル 1999 栗毛              | *シャロン                       | Double Wiggle                   |                   |
| 母 ウィルパワー 2007 鹿毛   | 母の父キングカメハメハ 2001 鹿毛    | Kingmambo                       | Mr. Prospector                  | Mr. Prospector    |
| 母 ウィルパワー 2007 鹿毛   | 母の父キングカメハメハ 2001 鹿毛    | Kingmambo                       | Miesque                         |                   |
| 母 ウィルパワー 2007 鹿毛   | 母の父キングカメハメハ 2001 鹿毛    | *マンファス                     | *ラストタイクーン               | *ラストタイクーン |
| 母 ウィルパワー 2007 鹿毛   | 母の父キングカメハメハ 2001 鹿毛    | *マンファス                     | Pilot Bird                      |                   |
| 母 ウィルパワー 2007 鹿毛   | 母の母*トキオリアリティー 1994 栗毛 | Meadowlake                      | Hold Your Peace                 | Hold Your Peace   |
| 母 ウィルパワー 2007 鹿毛   | 母の母*トキオリアリティー 1994 栗毛 | Meadowlake                      | Suspicious Native               |                   |
| 母 ウィルパワー 2007 鹿毛   | 母の母*トキオリアリティー 1994 栗毛 | What a Reality                  | In Reality                      | In Reality        |
| 母 ウィルパワー 2007 鹿毛   | 母の母*トキオリアリティー 1994 栗毛 | What a Reality                  | What Will Be                    |                   |
| 母系(F-No.)                 | (FN:3-l)                            | (FN:3-l)                        | (FN:3-l)                        | [ § 3 ]           |
| 5代内の近親交配             | Raise a Native 5×5（母内）          | Raise a Native 5×5（母内）      | Raise a Native 5×5（母内）      | [ § 4 ]           |
| 出典                        | 1. 2. 3. 4.                         | 1. 2. 3. 4.                     | 1. 2. 3. 4.                     | 1. 2. 3. 4.       |

- 半兄インディチャンプ（父ステイゴールド）は2019年の安田記念、マイルチャンピオンシップ優勝馬。